# Alaranjado de etila
Alaranjado de etila, ou alaranjado de etilo, ou ainda, laranja de etila ou etilo é um composto orgânico, um corante que comporta-se como um indicador de pH, de nome IUPAC 4-[4-(diethylamino)phenyl]diazenylbenzenesulfonic acid; sodium, número CAS 62758-12-7.
Tem como sinônimos a codificação NSC174797, 4-[ [4-(dietilamino)fenil]azo]benzenossulfonato de sódio, ou sal de sódio do ácido 4-[ [4-(dietilamino)fenil]azo].
Possui fórmula molecular C16H19N3NaO3S, massa molecular de 356,395130 g/mol. 
Como indicador de pH, apresenta ponto de viragem em pH 3,4 a 4,8 , quando vira de vermelho para amarelo, e é usado normalmente na forma de solução aquosa ou em solução em etanol diluído com água a 0,05 a 0,2% m/v.